# Franz de Voghel

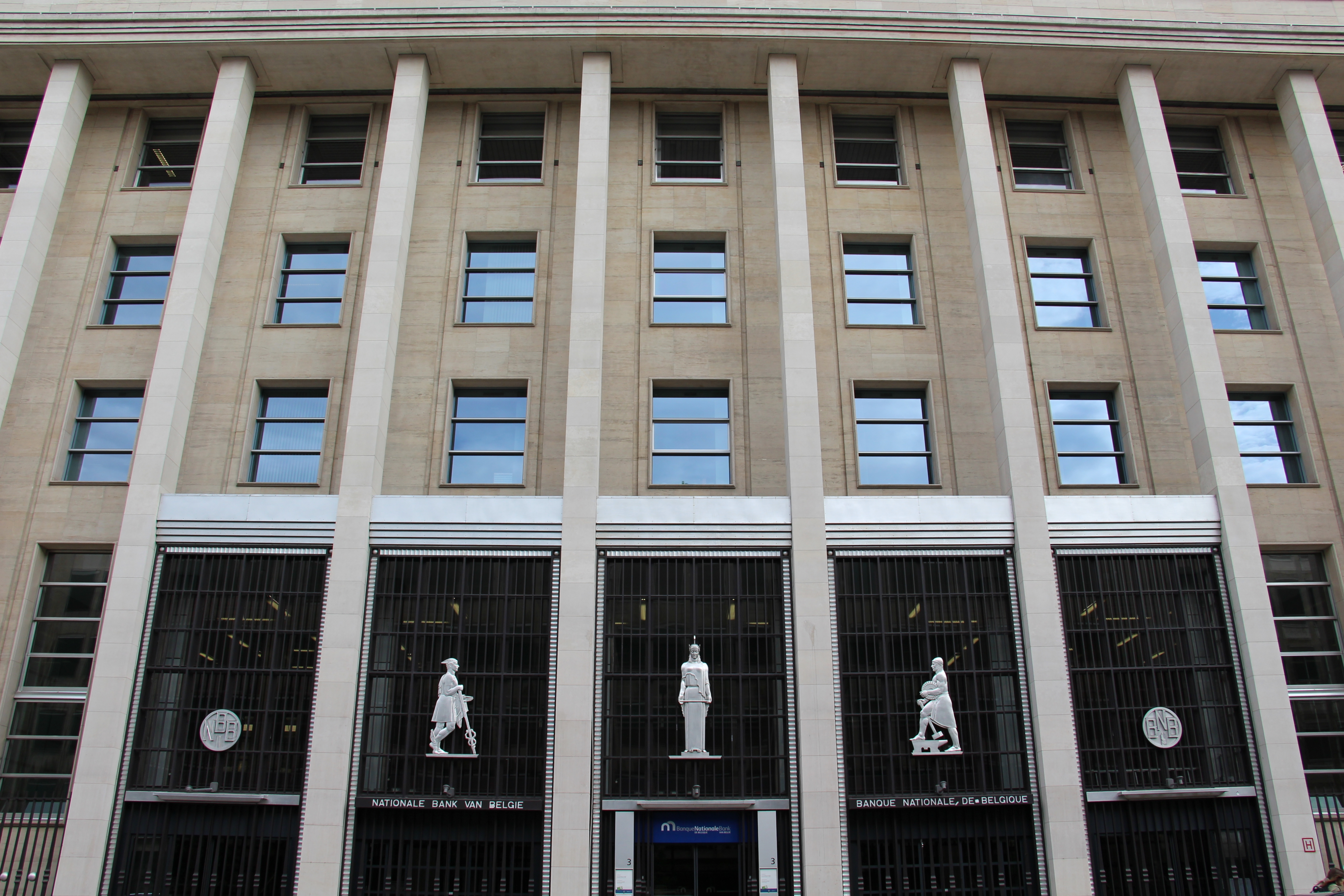
La Banque nationale de Belgique, Bruxelles.

Le baron Franz de Voghel (Molenbeek-Saint-Jean, 11 décembre 1903 - Hal, 20 septembre 1995) est un juriste, banquier, professeur d'université et homme politique belge. Il a été ministre des Finances.

## Biographie
Franz Marie Joseph Ghislain de Voghel est le fils d'Alphonse de Voghel, industriel (1865-1940), et de Marie-Henriette Nerinckx (1876-1930). Il se marie en 1930 avec Marie-Antoinette François (1906-1957). Ils ont cinq enfants.
De Voghel est docteur en droit et en sciences politiques et sociales à l'Université catholique de Louvain. Il est diplômé de l'École des sciences politiques de Paris et de l'Université de Columbia à New York. Il est professeur à l'Université catholique de Louvain. 
Il commence sa carrière professionnelle à la Commission bancaire, financière et des assurances de Belgique responsable pour le contrôle des banques. Il accompagne ensuite à la Banque nationale de Belgique, Robert Vandeputte, qui en a été nommé directeur.
Pendant la Seconde Guerre mondiale, il est actif dans la Résistance. En novembre 1944, il est nommé directeur de la Banque nationale de Belgique.
Comme technicien, il a occupé à plusieurs reprises le poste de ministre des Finances dans des gouvernements de courte durée :
- gouvernement Van Acker II : du 2 août 1945 au 9 juin 1946 ;
- gouvernement Spaak II : du 13 mars 1946 au 19 mars 1946 ;
- gouvernement Van Acker III : du 31 mars 1946 au 10 juillet 1946.

C'est Franz de Voghel qui a mis en œuvre au niveau gouvernemental et parlementaire l'opération Gutt qui a constitué un grand succès monétaire permettant le redécollage économique de la Belgique après la Seconde Guerre mondiale.
Après cette expérience ministérielle, il retourne à la Banque nationale de Belgique. Il en devient vice-gouverneur de 1957 jusqu'en décembre 1970 quand il est admis à la pension.
À titre privé, il appréciait la musique, les arts plastiques, les primitifs et l'expressionnisme flamand. C'est pourquoi il s'est impliqué dans les institutions culturelles belges. Avec Paul Willems, il fonde en 1969 « Europalia » dont il est le président. Il était également président du Palais des Beaux-Arts. De même, il était président fondateur de la Fondation roi Baudouin en 1976.

## Hommages et distinctions
- Franz de Voghel est anobli en 1975 avec le titre transmissible de baron. Sa devise est la suivante : « Des racines font des cimes ».
- Grand officier de l'ordre de Léopold en mai 1962 (Belgique).

## Publications
- La Banque Nationale de Belgique, dans : Histoire des Finances publiques en Belgique - la période 1831-1950 - Tome III, 1955.
- Financiers d'autrefois : Jacques Coeur, Sully, Fouquet, Colbert, Law, Necker, Morny, M.-A. Rothschild et ses cinq fils, Duculot, Paris, 1988.